# Collapse Under the Empire
Collapse Under the Empire ist eine instrumentale Post-Rock-Band aus Hamburg, die im Jahr 2008 gegründet wurde. Das Duo, bestehend aus Chris Burda und Martin Grimm, hat bisher acht Studioalben sowie eine Reihe von EPs und Singles veröffentlicht.

## Geschichte
Chris Burda und Martin Grimm fanden sich erstmals im Sommer 2008 in Hamburg zusammen. Unter dem Namen Collapse Under the Empire wurden 2009 vier Songs für die erste EP Paintball komponiert.
Das Debütalbum Systembreakdown erschien 2009 zunächst noch in Eigenregie. Ein Jahr später wurde der Nachfolger Find a Place to Be Safe über das Label Sister Jack Records veröffentlicht und begann die Band auch international bekannt zu machen. Magazine wie Q und Clash und Rocksound lobten den cineastischen Sound der Band.
Mit The Sirens Sound erschien anschließend zunächst eine psychedelisch geprägtes Album und kurz darauf die Split-EP Black Moon Empire gemeinsam mit der russischen Band Mooncake. Zudem steuerte die Band den Titel Anthem of 44 zur Compilation Emo Diaries des amerikanischen Labels Deep Elm Records bei.
Das vierte Album der Band Shoulders & Giants erschien 2011 und ist der erste Teil eines Konzeptwerkes. Shoulders & Giants erhielt gute Kritiken – das Musikmagazin Visions lobte dabei unter anderem die „über jeden Zweifel erhaben[e] […] glasklare Produktion“ und bezeichnete es als „überzeugendes und fesselndes Album“. Plattentests.de stellt die „fantasievollen Arrangements“ und „cineastische[n] Klangwolken“ des Albums heraus und vergab die Note 8/10. Auch international festigte die Band damit ihren Ruf.
Im September 2012 veröffentlichten Collapse Under the Empire über das neugegründete eigene Label Finaltune Records das fünfte Album Fragments of a Prayer. Es wurde in den Musikmagazinen Zillo und Sonic Seducer jeweils zum Album des Monats gekürt. Im darauffolgenden Jahr erschien die 6-Track EP The Silent Cry. Sie wurde von dem Magazin eclipsed unter den besten 50 Veröffentlichungen des Jahres 2013 gewählt.
Im Mai 2014 vollenden Collapse Under The Empire ihr Konzept-Zweiteiler mit dem Album Sacrifice & Isolation. Der Zweiteiler aus Shoulders & Giants und Sacrifice & Isolation ist ihr bislang ambitioniertestes Werk.
Nach acht Jahren reiner Studioarbeit haben Collapse Under The Empire sich dazu entschlossen, ihre Musik zum ersten Mal live auf die Bühne zu bringen. Ihr Live-Debüt gab die Band am 7. Mai 2016 auf dem Dunk!festival in Belgien.
Im Oktober 2017 veröffentlichten Collapse Under The Empire ihr siebtes Album namens The Fallen Ones und zum 10-jährigem Bandjubiläum im Dezember 2019 das Werkschau Album "The End of Something" sowie die Single "Beyond Us". Neben der digitalen Version wurde "The End of Something" in einer limitierten (150 Stück) aufwendigen 4-LP Box am 13. Dezember 2019 veröffentlicht. Die Band wird am 20. November 2020 ihr mittlerweile achtes Album "Everything We Will Leave Beyond Us" veröffentlichen. Auf diesem Album schließen sie die Geschichte ab, die sie 2009 begonnen haben und stoßen gleichzeitig ein neues Kapitel auf. Alle Themen die Collapse Under The Empire bisher auf ihren Alben/EPs behandelt haben, angefangen mit Systembreakdown (2009) berichten von einer Welt voller Konflikte, Krisen, Katastrophen, Tod, Isolation, Sehnsüchte und Freiheit.

## Stil
Collapse Under the Empire spielen instrumentalen Postrock, wobei auch Einflüsse anderer Genres wie beispielsweise Trip-Hop, Shoegazing, Synthiepop und progressivem Hardrock zu finden sind. Verglichen wird der Stil der Band unter anderem mit Bands wie 65daysofstatic und God Is an Astronaut.

## Engagement im Umwelt- und Naturschutz
Die Band hat mit bisher zwei Charity-Singles Geld für Umweltorganisationen gesammelt. 2011 erschien The Silent Death zugunsten von Sharkproject und 2014 Lost zugunsten von Rettet den Regenwald.

## Diskografie

### Studioalben
- Systembreakdown – 2009
- Find a Place to Be Safe – 2010
- The Sirens Sound – 2010
- Shoulders & Giants – 2011
- Fragments of a Prayer – 2012
- Sacrifice & Isolation – 2014
- The Fallen Ones – 2017
- The End of Something – 2019
- Everything We Will Leave Beyond Us – 2020
- Recurring – 2023

### EPs
- Paintball – 2009
- Black Moon Empire – 2011 (Split-EP)
- The Silent Cry – 2013
- Collapse Under the Empire vs. Cato - The Remixes – 2015

### Singles
- Crawling – 2009
- Grade Separation – 2010
- Anthem of 44 – 2010
- Black Moon Empire – 2011 (Split-Single)
- The Silent Death – 2011 (Charity-Single)
- Disclosure / The Great Silence – 2011 (Double A-Single)
- There’s No Sky – 2011
- Dragonfly – 2012 (Free-Single)
- Closer – 2012
- Breaking the Light – 2012
- Stjarna – 2013 (Depeche-Mode-Cover)
- We Are Close as This – 2013
- Lost – 2014 (Charity Single)
- Sacrifice/Low – 2014 (Double A-Single)
- Stairs to the Redemption – 2014
- Giants (live) – 2016 (Single-Video)
- Dark Water – 2017
- The Forbidden Spark – 2017
- Anomaly – 2018
- Abstracted – 2019
- Beyond Us – 2019
- A New Beginning – 2020 (Charity-Single)
- Red Rain – 2020
- Section IV – 2021
- Section V – 2021